# Ratnapura (district)
Pour l’article homonyme, voir Ratnapura.

Situation du district de Ratnapura

Ratnapura est un des 25 districts du Sri Lanka. Situé dans la province de Sabaragamuwa, il est limitrophe, au nord, du district de Kegalle, au nord-est du district de Nuwara Eliya (dans la province du Centre, à l'est du district de Badulla et du district de Moneragala (formant ensemble la province d'Uva), au sud des trois districts de la Province du Sud (d'est en ouest district d'Hambantota, de Matara et de Galle) et à l'ouest du district de Kalutara et de celui de Colombo (tous deux dans la province de l'Ouest). 
Il a pour capitale Ratnapura.
Le pic d'Adam se trouve au nord du district, à une quarantaine de kilomètres de Ratnapura.